# Teresita Castillo
Teresita Castillo y Lat (Lipa, 4 luglio 1927 – Parañaque, 16 novembre 2017) è stata una veggente filippina, postulante dei Carmelitani Scalzi.
Dopo il 1948, dovette abbandonare l'ordine a causa delle controversie insorte in seguito alle rivelazioni private di Nostra Signora di Lipa.
Un primo rapporto di indagine del 1951 fu firmato da sei vescovi filippini e dichiarò le apparizioni di Lipa "come non soprannaturali". Nel 1951 papa Pio XII decretò che le affermazioni di Teresita circa le apparizioni erano fraudolente e non soprannaturali.
Nel 1991 fu condotta una nuova indagine. Nel 2015, l'arcivescovo di Lipa dichiarò le apparizioni come "di carattere soprannaturale e degne di fede". Nel 2016, la Congregazione per la dottrina della fede richiamò la decisione di Papa Pio, che diventò definitiva.

## Biografia
Teresita Castillo proveniva da una famiglia colta e religiosa che potrebbe aver influenzato il suo interesse per le opere religiose. Era la più giovane dei sette figli dell'ex governatore di Batangas, Modesto Castillo.
All'epoca delle apparizioni, il padre di Teresita era giudice del Tribunale delle relazioni industriali. I Castillo erano molto influenti nella provincia di Batangas, nelle Filippine.
Teresita festeggiò il suo 21° compleanno fuggendo la mattina presto alle cinque dalla casa paterna senza avere il permesso per entrare nel convento carmelitano di Lipa. L'ingresso di Teresita nel Carmelo non fu inizialmente ben accolto dalla famiglia, che cercò in tutti i modi di riprenderla. Teresita rifiutò fermamente di tornare a casa.

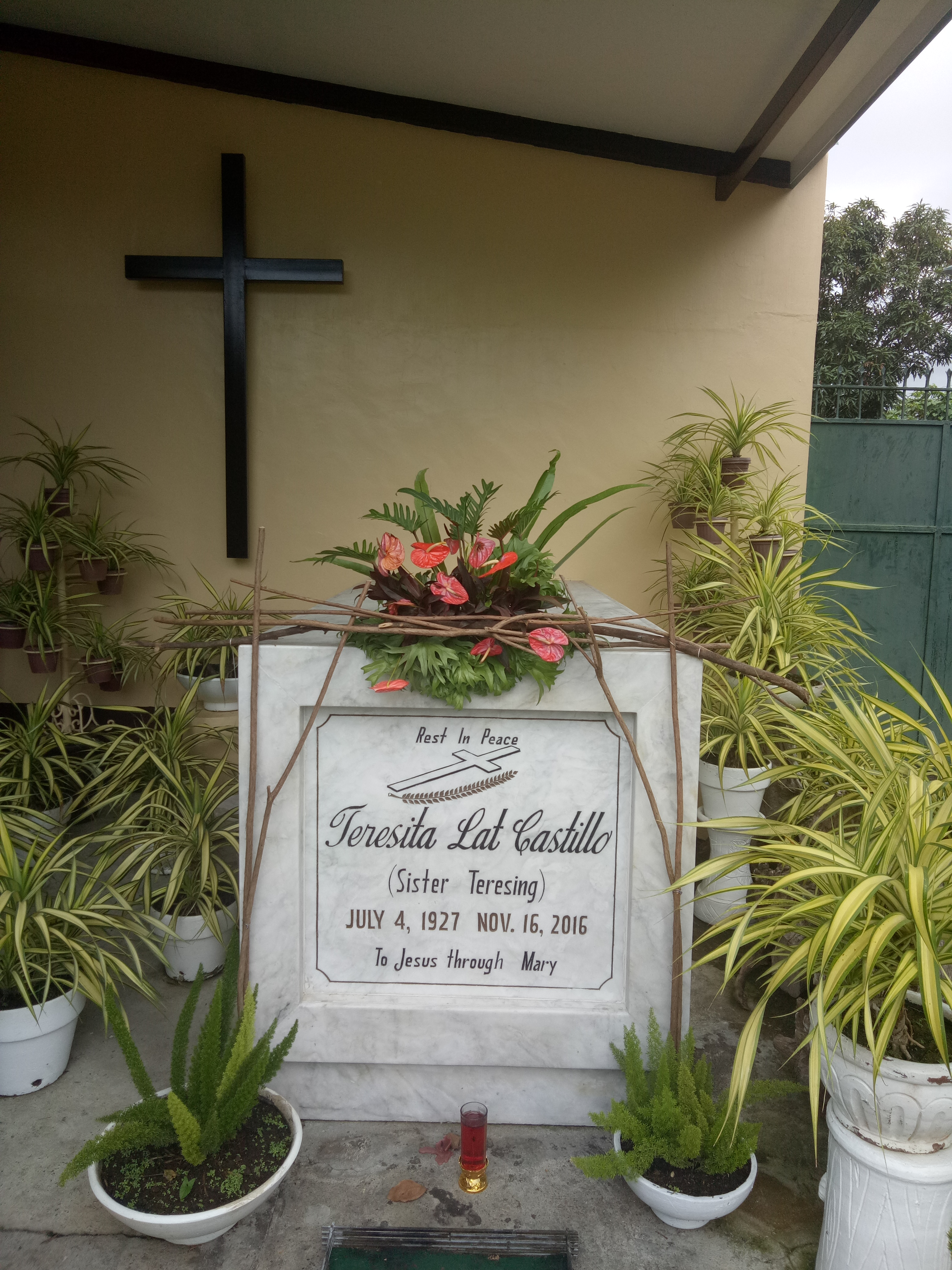
Tomba di Teresita Castillo al convento carmelitano di Lipa

Teresita morì il novembre 2016, all'età di 89 anni. È sepolta fuori dal recinto monastico del convento.
Dopo il decreto del 1951 che non riconosceva le apparizioni, Teresita condusse una vita molto discreta, immersa nel silenzio. Le sue apparizioni pubbliche furono molto rare. L'ultima ebbe luogo quando le apparizioni furono riconosciute ufficialmente nel settembre 2015.

## Apparizioni mariane

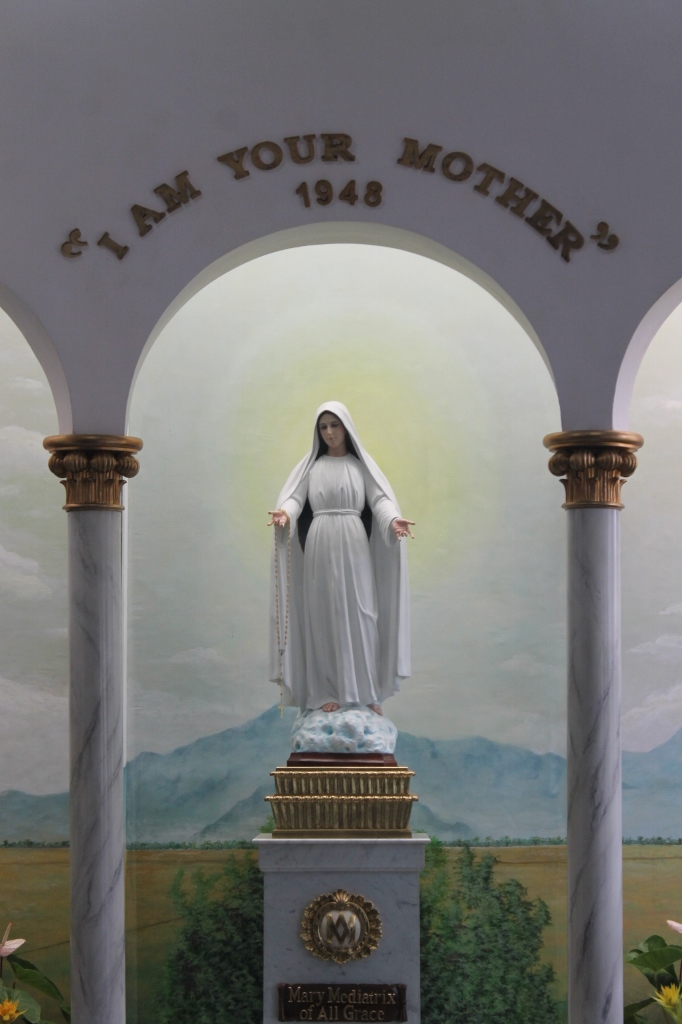
Nostra Signora Mediatrice di tutte le grazie.

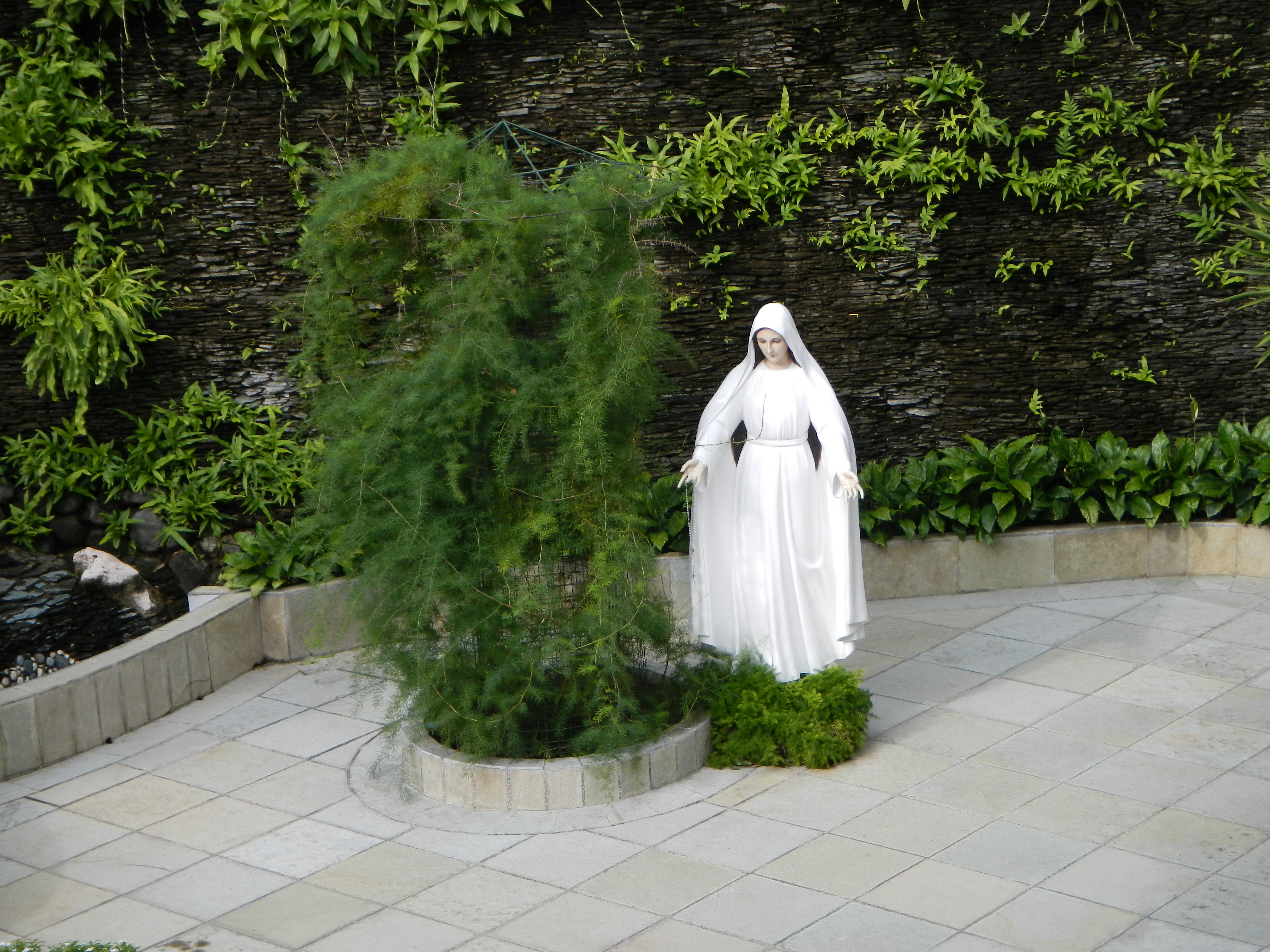
La statua di Nostra Signora di Lipa nel luogo delle apparizioni.

La prima apparizione mariana ebbe luogo alle 17 del 12 settembre 1948.
Martedì 14 settembre si verificò la prima pioggia di petali di rosa. Alcune suore hanno trovato petali di rosa freschi di eccezionale dolcezza, sparsi nelle loro stanze o fuori dalle porte. Nel frattempo, la priora, Maria Cecilia di Gesù, decise di consultare il venerabile Alfredo Obviar, vescovo ausiliare di Lipa e direttore spirituale del Carmelo. Il vescovo la incaricò di riferire a Teresita di chiedere alla Beata Vergine una prova che l'apparizione provenisse dal cielo. Alcuni giorni dopo, la postulante fu colpita da cecità totale. La priora sentì una voce che le diceva che l'unico modo per guarire la sua cecità era che lei baciasse gli occhi di Teresita, cosa che Cecilia fece alla presenza di Obviar. Immediatamente la cecità di Teresita guarì e Obviar si persuase dell'origine soprannaturale delle apparizioni.
Nell'ultima apparizione a Castillo, la Beata Vergine si identificò con le seguenti parole:
Secondo quanto riferito, si verificarono molte conversioni e guarigioni.
L'indagine fu stressante per Teresita e le causò una lunga malattia al termine della quale dovette lasciare volontariamente il convento perché non riuscì a completare il periodo di permanenza richiesto per una novizia. Maria Cecilia di Gesù, fu mandata in un altro convento.
Il 22 gennaio 1951, il vescovo ausiliare Obviar, direttore spirituale del Carmelo di Lipa, si insediò come amministratore apostolico della nuova Diocesi di Lucena.

## Ricezione
Inizialmente, il permesso di venerare Maria con il titolo di "Nostra Signora, Mediatrice di tutte le grazie" fu concesso dall'allora vescovo Alfredo Versoza. Nel 1951 la gerarchia ecclesiastica filippina dichiarò che non c'era alcun intervento soprannaturale negli avvenimenti riportati a Lipa. Il successore di Verzosa, l'amministratore apostolico Rufino Santos, ordinò che la comunità carmelitana di Lipa non desse petali a nessuno e che la statua di Nostra Signora Mediatrice fosse ritirata dalla vista del pubblico. Il rapporto negativo sulle apparizioni del 1951 portò a una serie di misure da parte della Chiesa: la suora carmelitana fu espulsa dal convento e il vescovo e la madre priora del convento carmelitano furono sollevati dalle loro funzioni.
Verzosa, che aveva permesso che le apparizioni fossero pubblicizzate e che la Mediatrice fosse venerata, fu privato di tutti gli incarichi amministrativi, rimanendo vescovo solo di nome. Sebbene avesse usato le ricchezze della sua famiglia per ricostruire le chiese e le scuole di Lipa, devastata dalla guerra, fu accusato di aver gestito male le finanze della diocesi. Visse in esilio nella sua casa di Vigan, riducendosi ad arrotolare foglie di tabacco per aumentare le entrate della famiglia. Nel gennaio 2013 il cardinale Gaudencio Rosales, arcivescovo emerito di Manila, aprì il processo diocesano della causa di beatificazione di Verzosa.
Nel 1992, l'arcivescovo Mariano Gaviola y Garcés concesse l'autorizzazione per esporre nuovamente l'immagine di Nostra Signora Mediatrice di tutte le grazie. Nel novembre 2009 il successore di Gaviola, l'arcivescovo Ramón Cabrera Argüelles, istituì una commissione per condurre una nuova indagine sulle apparizioni. In un'intervista, Arguelles affermò:
Inoltre, menzionò il fervore dei fedeli della diocesi e "la pressione amichevole per dichiarare autentiche le apparizioni".
Il convento carmelitano di Lipa, luogo delle apparizioni riportate, è oggetto di importanti pellegrinaggi nelle Filippine, uno dei quali ha visto la partecipazione del presidente di quella nazione.
Secondo un nuovo decreto del 12 settembre 2015, Arguellas approvò le apparizioni definendole "di carattere soprannaturale e degne di fede".
Tuttavia, nel maggio 2016, la Congregazione della dottrina della fede (CDF) nella persona di Gerhard Ludwig Müller pubblicò un decreto che respingeva il riconoscimento ufficiale delle apparizioni (fatto dal vescovo di Lipa qualche mese prima) e annullava tutte le decisioni precedenti.. Lo stesso Arguelles rese nota la sentenza della CDF in un comunicato dell'arcidiocesi datato 31 maggio. Nel suo decreto, la Congregazione affermò che papa Pio XII aveva dato un parere definitivo nel 1951 contro le presunte apparizioni dichiarando che "non erano di origine soprannaturale" e che l'autorità locale non aveva l'autorità di annullare la sua decisione. Il Vaticano chiese lo scioglimento "immediato" di qualsiasi commissione che stesse ancora studiando la questione. In seguito a questa pubblicazione, l'arcivescovo Argüelles dichiarò che non avrebbe fatto ricorso contro la sentenza.